# Richard Boyle, IX conte di Cork
Richard Boyle, IX conte di Cork e di Orrery (Dublino, 19 aprile 1829 – Londra, 22 giugno 1904), è stato un politico irlandese.

## Biografia
Era il figlio maggiore di Charles Boyle, visconte Dungarvan, e di sua moglie, Lady Catherine St Lawrence, figlia di William St. Lawrence, II conte Howth. Era il nipote di Edmund Boyle, VIII conte di Cork. Studiò a Eton e al Christ Church di Oxford.

## Carriera politica
È stato eletto deputato per Frome nel 1854, un posto che mantenne fino al 1856, quando successe al nonno alla contea ed è entrato nella Camera dei lord. Nel 1860 è stato nominato Cavaliere dell'Ordine di San Patrizio. Divenne un membro del governo nel mese di gennaio 1866, quando è stato nominato Master of the Buckhounds sotto Lord Russell, incarico che ha ricoperto fino al luglio 1866. Egli ha prestato giuramento al Privy Council nel maggio dello stesso anno.
È stato ancora una volta Master of the Buckhounds sotto William Ewart Gladstone tra il 1868 e il 1874 e tra il 1880 e il 1885. In 1882 è stato nominato uno dei relatori della Camera dei Lord. Quando Gladstone divenne primo ministro per la terza volta nel mese di febbraio 1886, Cork è stato nominato Magister equitum. Tuttavia, il governo cadde nel mese di luglio dello stesso anno. Quando Lord Rosebery successe come primo ministro marzo 1894, Cork è stato ancora una volta nominato Magister equitum. Il governo liberale cadde nel giugno dell'anno successivo.
È stato anche Lord luogotenente di Somerset (1864-1904), aiutante di campo della regina Vittoria (1889-1899), e un colonnello del Nord Somerset Yeomanry.

## Matrimonio
Sposò, il 20 luglio 1853, Lady Emily Charlotte de Burgh (19 ottobre 1828-10 ottobre 1912), seconda figlia di Ulick de Burgh, I marchese di Clanricarde. Ebbero sette figli:
- Lady Emily Harriet Catherine Boyle (1855-28 luglio 1931), sposò James Dalison Alexander, ebbero quattro figli;
- Lady Grace Elizabeth Boyle (1858-23 maggio 1935), sposò Henry Francis Baring, ebbero tre figli;
- Lady Janet Honora Boyle (1859-11 marzo 1953), sposò Robert Kirkman Hodgson, non ebbero figli;
- Lady Isabel Lettice Theodosia Boyle (1859-6 aprile 1904), sposò James Walker Larnach, ebbero una figlia;
- Lady Dorothy Blanche Boyle (1860-7 giugno 1938), sposò Walter Long, I visconte Lond, ebbero cinque figli;
- Charles Boyle, X conte di Cork (1861-1925);
- Robert Boyle, XI conte di Cork (1864-1934).

## Morte
Morì a Berkeley Square, Londra, nel giugno del 1904. La contessa di Cork è morta nell'ottobre del 1912, all'età di 83 anni.

## Ascendenza
|                                            |                                           |                                            | Genitori                      |  |  | Nonni |  |  | Bisnonni                           |  |  | Trisnonni                       |  |
|                                            |                                           |                                            |                               |  |  |       |  |  | 8. Edmund Boyle, VII conte di Cork |  |  | 16. John Boyle, V conte di Cork |  |
|                                            |                                           |                                            |                               |  |  |       |  |  | 8. Edmund Boyle, VII conte di Cork |  |  | 16. John Boyle, V conte di Cork |  |
|                                            |                                           | 17. Margaret Hamilton                      |                               |  |  |       |  |  | 8. Edmund Boyle, VII conte di Cork |  |  |                                 |  |
| 4. Edmund Boyle, VIII conte di Cork        |                                           |                                            |                               |  |  |       |  |  | 8. Edmund Boyle, VII conte di Cork |  |  |                                 |  |
|                                            |                                           | 9. Anne Courtenay                          | 18. Kelland Courtenay         |  |  |       |  |  |                                    |  |  |                                 |  |
|                                            |                                           | 9. Anne Courtenay                          | 18. Kelland Courtenay         |  |  |       |  |  |                                    |  |  |                                 |  |
|                                            |                                           | 9. Anne Courtenay                          | 19. Elizabeth Montagu         |  |  |       |  |  |                                    |  |  |                                 |  |
| 2. Charles Boyle, visconte Dungarvan       |                                           | 9. Anne Courtenay                          |                               |  |  |       |  |  |                                    |  |  |                                 |  |
|                                            |                                           | 10. William Poyntz                         | 20. Stephen Poyntz            |  |  |       |  |  |                                    |  |  |                                 |  |
|                                            |                                           | 10. William Poyntz                         | 20. Stephen Poyntz            |  |  |       |  |  |                                    |  |  |                                 |  |
|                                            |                                           | 10. William Poyntz                         | 21. Anne Maria Mordaunt       |  |  |       |  |  |                                    |  |  |                                 |  |
| 5. Isabella Henrietta Poyntz               |                                           | 10. William Poyntz                         |                               |  |  |       |  |  |                                    |  |  |                                 |  |
|                                            |                                           | 11. Isabella Courtenay                     | 22. Kelland Courtenay (= 18.) |  |  |       |  |  |                                    |  |  |                                 |  |
|                                            |                                           | 11. Isabella Courtenay                     | 22. Kelland Courtenay (= 18.) |  |  |       |  |  |                                    |  |  |                                 |  |
|                                            |                                           | 11. Isabella Courtenay                     | 23. Elizabeth Montagu (= 19.) |  |  |       |  |  |                                    |  |  |                                 |  |
| 1. Richard Boyle, IX conte di Cork         |                                           | 11. Isabella Courtenay                     |                               |  |  |       |  |  |                                    |  |  |                                 |  |
|                                            | 12. Thomas St. Lawrence, I conte di Howth | 24. William St. Lawrence, XIV barone Howth |                               |  |  |       |  |  |                                    |  |  |                                 |  |
|                                            | 12. Thomas St. Lawrence, I conte di Howth | 24. William St. Lawrence, XIV barone Howth |                               |  |  |       |  |  |                                    |  |  |                                 |  |
|                                            | 12. Thomas St. Lawrence, I conte di Howth | 25. Lucy Gorges                            |                               |  |  |       |  |  |                                    |  |  |                                 |  |
| 6. William St. Lawrence, II conte di Howth | 12. Thomas St. Lawrence, I conte di Howth |                                            |                               |  |  |       |  |  |                                    |  |  |                                 |  |
|                                            |                                           | 13. Isabella King                          | 26. Henry King, III baronetto |  |  |       |  |  |                                    |  |  |                                 |  |
|                                            |                                           | 13. Isabella King                          | 26. Henry King, III baronetto |  |  |       |  |  |                                    |  |  |                                 |  |
|                                            |                                           | 13. Isabella King                          | 27. Isabella Wingfield        |  |  |       |  |  |                                    |  |  |                                 |  |
| 3. Catherine St. Lawrence                  |                                           | 13. Isabella King                          |                               |  |  |       |  |  |                                    |  |  |                                 |  |
|                                            |                                           | 14. William Burke                          | 28. Richard Burke             |  |  |       |  |  |                                    |  |  |                                 |  |
|                                            |                                           | 14. William Burke                          | 28. Richard Burke             |  |  |       |  |  |                                    |  |  |                                 |  |
|                                            |                                           | 14. William Burke                          | 29. Margaret Cheevers         |  |  |       |  |  |                                    |  |  |                                 |  |
| 7. Margaret Burke                          |                                           | 14. William Burke                          |                               |  |  |       |  |  |                                    |  |  |                                 |  |
|                                            |                                           | 15. Margaret Coleman                       | 30. Thomas Coleman            |  |  |       |  |  |                                    |  |  |                                 |  |
|                                            |                                           | 15. Margaret Coleman                       | 30. Thomas Coleman            |  |  |       |  |  |                                    |  |  |                                 |  |
|                                            |                                           | 15. Margaret Coleman                       | …                             |  |  |       |  |  |                                    |  |  |                                 |  |
|                                            |                                           | 15. Margaret Coleman                       |                               |  |  |       |  |  |                                    |  |  |                                 |  |